# Kerry Reidová
Kerry Melvilleová Reidová, rodným jménem Kerry Melville, MBE (* 7. srpna 1947 Mosman, Nový Jižní Wales), je bývalá australská tenistka, vítězka čtyř grandslamů – singlového Australian Open z ledna 1977 a tří událostí ženské čtyřhry.
Během sedmnáctileté aktivní kariéry získala dvacet šest titulů ve dvouhře a dalších čtyřicet finálových účastí. V první světové desítce singlového žebříčku byla klasifikována nepřetržitě dvanáct let (1968–1979). Alespoň jeden turnaj za sezónu vyhrála v období 1966–1979, kromě roku 1975. Na žebříčku byla nejvýše umístěna průběžně v letech 1971–1974, a to na 5. místě za Margaret Courtová, Billie Jean Kingovou, Evonne Goolagongovou Cawleyovou a Chris Evertovou.
Hrála celodvorcový tenis s vyváženou úderovou technikou.

## Tenisová kariéra
V roce 1965 se stala australskou dorosteneckou mistryní ve dvouhře. Následující sezónu vyhrála mezinárodní mistrovství ČSSR v singlu a s Krantzkeovou i ve čtyřhře.
V roce 1968 se stala členkou australského týmu, který vyhrál Pohár federace. V letech 1976–1979 se podílela na postupu Austrálie do čtyř po sobě jdoucích finále soutěže.
V roce 1969 si zahrála finále mezinárodního mistrovství Itálie a triumfovala na mez. mistrovství Holandska v Hilversumu, kde další sezónu prohrála ve finále.
Tracy Austinovou porazila v prvních třech vzájemných zápasech, ve zbylých pěti pak s ní prohrála. S Hanou Mandlíkovou vyhrála obě vzájemná utkání.

## Soukromý život
V roce 1975 se provdala za spoluhráče z oddílu Boston Lobsters Grovera „Raze“ Reida, který ukončil tenisovou kariéru v roce 1977 a další tři sezóny ji trénoval, než v roce 1980 Australanka definitivně odešla z aktivního tenisu, protože očekávala narození dcery. Bydlí v Jižní Karolíně a mají dvě dcery.
V roce 1979 obdržela od královny Alžběty II. Řád britského impéria v hodnosti člena (MBE).

## Finále na Grand Slamu

### Ženská dvouhra

#### Vítězka (1)
| Rok  | Turnaj               | Povrch | Finalistka                       | Výsledek |
| ---- | -------------------- | ------ | -------------------------------- | -------- |
| 1977 | Australian Openleden | tráva  | Dianne Fromholtzová Balestratová | 7–5, 6–2 |

#### Finalistka (2)
| Rok  | Turnaj          | Povrch | Vítězka             | Výsledek |
| ---- | --------------- | ------ | ------------------- | -------- |
| 1970 | Australian Open | tráva  | Margaret Courtová   | 6–3, 6–1 |
| 1972 | US Open         | tráva  | Billie Jean Kingová | 6–3, 7–5 |

### Ženská čtyřhra

#### Vítězka (3)
| Rok  | Turnaj                   | Spoluhráčka        | Finalistky                                               | Výsledek                       |
| ---- | ------------------------ | ------------------ | -------------------------------------------------------- | ------------------------------ |
| 1968 | Australian Championships | Karen Krantzckeová | Judy Tegartová Daltonová Lesley Turnerová Bowreyová      | 6–4, 3–6, 6–2                  |
| 1977 | Australian Openprosinec  | Mona Guerrantová   | Evonne Goolagongová Cawleyová Helen Gourlayová Cawleyová | sdílený titul nehráno pro déšť |
| 1978 | Wimbledon                | Wendy Turnbullová  | Mima Jaušovecová Virginia Ruziciová                      | 4–6, 9–8(10), 6–3              |

#### Finalistka (5)
| Rok  | Turnaj               | Spoluhráčka        | Vítězky                                                     | Výsledek      |
| ---- | -------------------- | ------------------ | ----------------------------------------------------------- | ------------- |
| 1970 | Australian Open      | Karen Krantzckeová | Margaret Courtová Judy Tegartová Daltonová                  | 6–3, 6–1      |
| 1973 | Australian Open      | Kerry Harrisová    | Margaret Courtová Virginia Wadeová                          | 6–4, 6–4      |
| 1974 | Australian Open      | Kerry Harrisová    | Evonne Goolagongová Cawleyová Peggy Michelová               | 7–5, 6–3      |
| 1977 | Australian Openleden | Betsy Nagelsenová  | Helen Gourlayová Cawleyová Dianne Fromholtzová Balestratová | 5–7, 6–1, 6–4 |
| 1978 | US Open              | Wendy Turnbullová  | Billie Jean Kingová Martina Navrátilová                     | 7–6, 6–4      |

## Chronologie výsledků na Grand Slamu

### Dvouhra
| Turnaj          | 1963  | 1964  | 1965  | 1966  | 1967  | 1968  | 1969  | 1970  | 1971  | 1972  | 1973  | 1974  | 1975  | 1976  | 1977  | 1977  | 1978  | 1979  | Celkem SR |
| --------------- | ----- | ----- | ----- | ----- | ----- | ----- | ----- | ----- | ----- | ----- | ----- | ----- | ----- | ----- | ----- | ----- | ----- | ----- | --------- |
| Australian Open | 3R    | 2R    | 3R    | SF    | SF    | 3R    | SF    | F     | A     | A     | SF    | SF    | 2R    | 1R    | vítěz | SF    | A     | A     | 1 / 14    |
| French Open     | A     | A     | A     | 1R    | SF    | 4R    | A     | 1R    | 2R    | 4R    | A     | A     | A     | A     | A     | A     | A     | A     | 0 / 6     |
| Wimbledon       | A     | A     | A     | 3R    | 3R    | 3R    | 2R    | 4R    | QF    | 3R    | QF    | SF    | 2R    | QF    | QF    | QF    | 4R    | 4R    | 0 / 14    |
| US Open         | A     | A     | A     | SF    | 4R    | A     | 1R    | QF    | SF    | F     | QF    | QF    | QF    | 2R    | 4R    | 4R    | 4R    | QF    | 0 / 13    |
| SR              | 0 / 1 | 0 / 1 | 0 / 1 | 0 / 4 | 0 / 4 | 0 / 3 | 0 / 3 | 0 / 4 | 0 / 3 | 0 / 3 | 0 / 3 | 0 / 3 | 0 / 3 | 0 / 3 | 1 / 4 | 1 / 4 | 0 / 2 | 0 / 2 | 1 / 47    |

| Legenda | Legenda                                   | Legenda | Legenda                     |
| ------- | ----------------------------------------- | ------- | --------------------------- |
| SR      | poměr vyhraných turnajů ku všem odehraným | W–L V–P | výhry–prohry                |
| NH      | daný rok se turnaj nekonal                | A       | turnaje se hráč nezúčastnil |
| 1Q / LQ | prohra v (kole) kvalifikace               | 1k / 1R | prohra v daném kole turnaje |
| QF / ČF | prohra ve čtvrtfinále                     | SF      | prohra v semifinále         |
| F       | prohra ve finále                          | Vítěz   | vítězství v turnaji         |